# Hermandad de la Trinidad (Sevilla)
La Hermandad de la Trinidad es una cofradía católica de Sevilla, Andalucía, España. Procesiona en su Semana Santa.
Su nombre completo es el de Pontificia, Real, Muy Ilustre y Trinitaria Hermandad Sacramental y Archicofradía de Nazarenos del Sagrado Decreto de la Santísima Trinidad, Santísimo Cristo de las Cinco Llagas, María Santísima de la Concepción, Nuestra Señora de la Esperanza y San Juan Bosco.

## Historia
Un grupo de hortelanos la fundó a comienzos del siglo XVI en lo que fue sede de la Orden de la Santísima Trinidad, el Santuario de María Auxiliadora. Aunque las primeras reglas de las que se tiene constancia son de mediados del siglo XVI, existen documentos que remontan su fundación, al menos, a 1507.
A comienzos del siglo XIX, durante la invasión francesa de Sevilla, las tropas galas se incautaron del convento y debieron trasladarse a la parroquia de Santa Lucía, donde se fusionaron con la Hermandad sacramental que allí había. En 1818 regresaron a su anterior templo.
Desde el siglo XVIII hasta el año 1951, sacaban en su estación de penitencia el paso alegórico del Sagrado Decreto de la Santísima Trinidad, que fue recuperado en 1994. Ha salido el Jueves y el Viernes Santo y, desde 1956, lo hace el Sábado Santo. El Crucificado actual salió por primera vez en el año 2002, en sustitución de otra imagen anterior.
La hermandad tiene una gran vinculación con la Orden Salesiana, al ser el Santuario de María Auxiliadora sede de esta orden. Desde 1986 San Juan Bosco, fundador de las congregaciones salesianas, es titular de la hermandad.

## Sagrado Decreto de la Santísima Trinidad

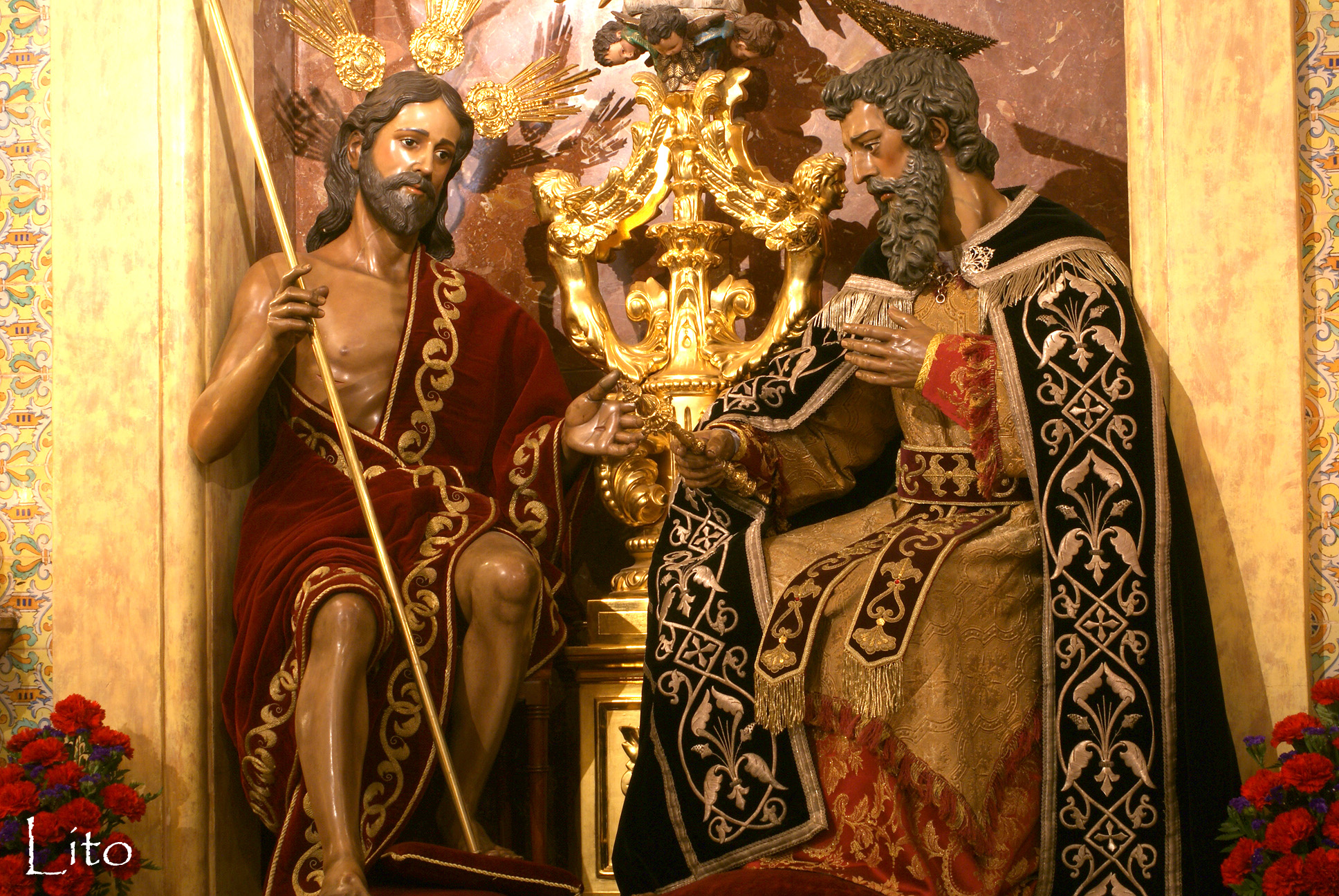
Sagrado Decreto de la Santísima Trinidad

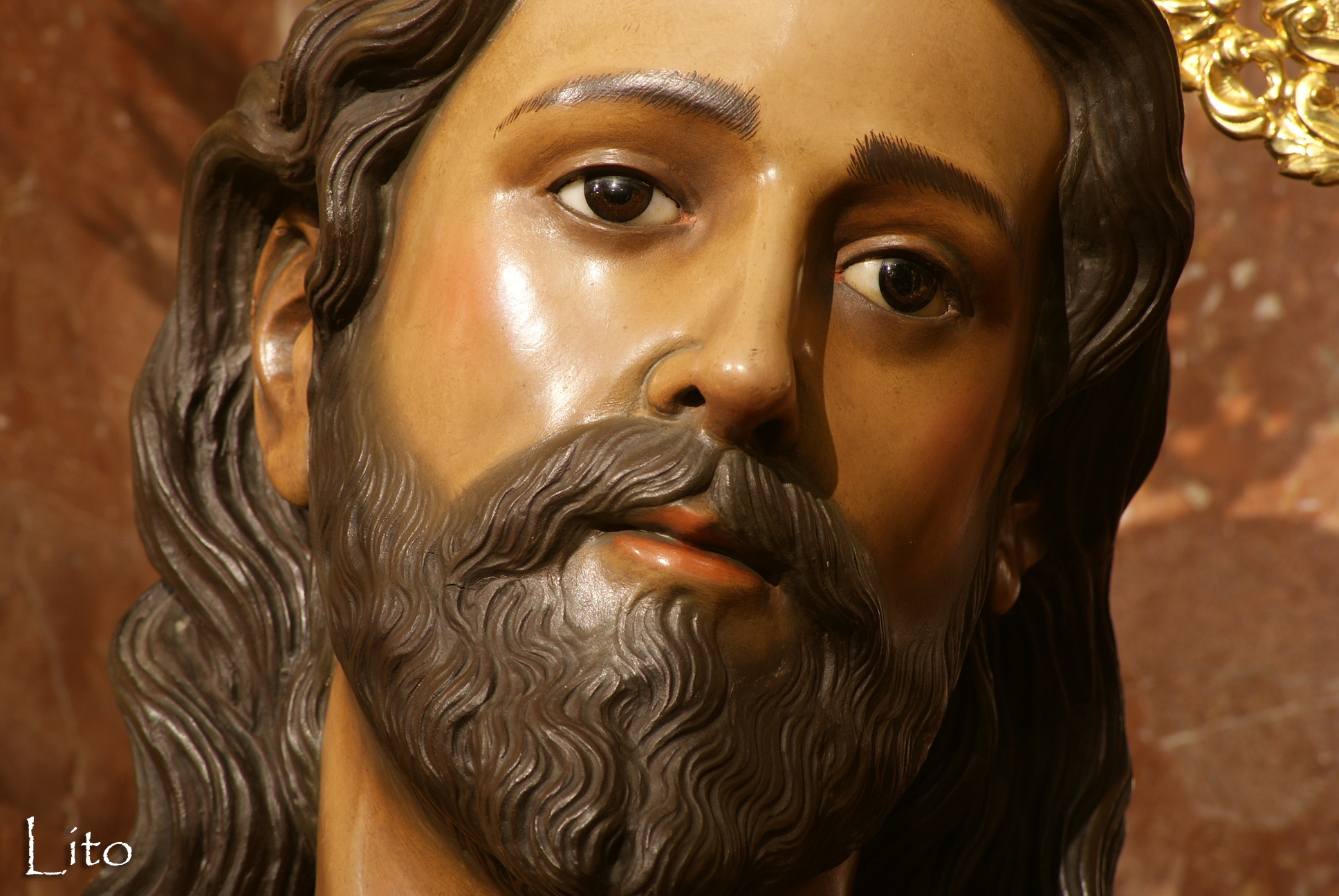
Dios Hijo

El primer paso representa la Trinidad, con Dios Padre, Jesús (hijo) y el Espíritu Santo. Dios, con un triángulo dorado, Jesús portando una cruz y la paloma blanca aparece con potencias sobre un altar dorado. Dios es una talla anónima del siglo XVII, Jesús es de 1913 y  la paloma que simboliza a Dios Espíritu Santo fue tallada por Juan Mayorga en 1995. 
Aparece también un ángel (1907), una matrona (1939), y las figuras de San Gregorio Magno (1996), San Ambrosio de Milán (1995), San Agustín de Hipona (1996) y de San Jerónimo de Estridón (1997). También hay una figura que representa la Fe y otra que representa la Gracia Santificante, talladas en 1996.
El Padre decreta la entrega de su Hijo para que mediante su sacrificio la Humanidad sea redimida. Su mano izquierda, sobre el pecho, en gesto paternal y dolorido. Su mano diestra señala el mundo, a sus pies.
Al lado del Hijo se representa la Sinagoga (es decir, el judaísmo de tiempos de Jesús), bajo la apariencia de mujer madura dormida que denota así el estado de sombras y sueños de la sinagoga, de la que despertará como la Iglesia de Cristo.
Tras la Santísima Trinidad está la efigie representativa de la Fe, mujer joven y dinámica con los ojos vendados. En el frente, en primer lugar y en su lateral derecho, el Arcángel San Miguel, hiere con una lanza al pecado, representado por un dragón o serpiente bíblica. Tras él, cuatro Padres de la Iglesia Latina: San Gregorio, San Ambrosio, San Agustín y San Jerónimo. Entre ellos, figura un pequeño ángel que simboliza el Amor Divino y lanza su dardo al costado de Cristo.
En la parte posterior, y sobre la nube en la que se asienta los Tronos de la Deidad Trina, aparecen dos querubes en actitud de alabanza a Dios. En sus manos uno porta una palma, símbolo de las persecuciones al cristianismo, y el otro una cruz.
La figura de Dios-Hijo es obra anónima del s. XVII vinculado al círculo de Duque Cornejo, la de Dios-Padre se atribuye a Juan de Mesa, la del Espíritu Santo es obra de José Antonio Bravo. El imaginero contemporáneo Antonio J. Dubé de Luque es el director artístico de la armonización del conjunto y quien además realizó entre 1994 y 1999 las figuras de la Fe y los cuatro padres de la Iglesia. La sinagoga dormida es obra de Miguel González (1939), la del Arcángel San Miguel es atribuida al escultor genovés Juan Bautista Petroni y el dragón que simboliza el pecado es anónimo del siglo XVII. 

En 2025 la hermandad aprobó la remodelación de este misterio y le encargó la realización de las imágenes secundarias al escultor Navarro Arteaga. 

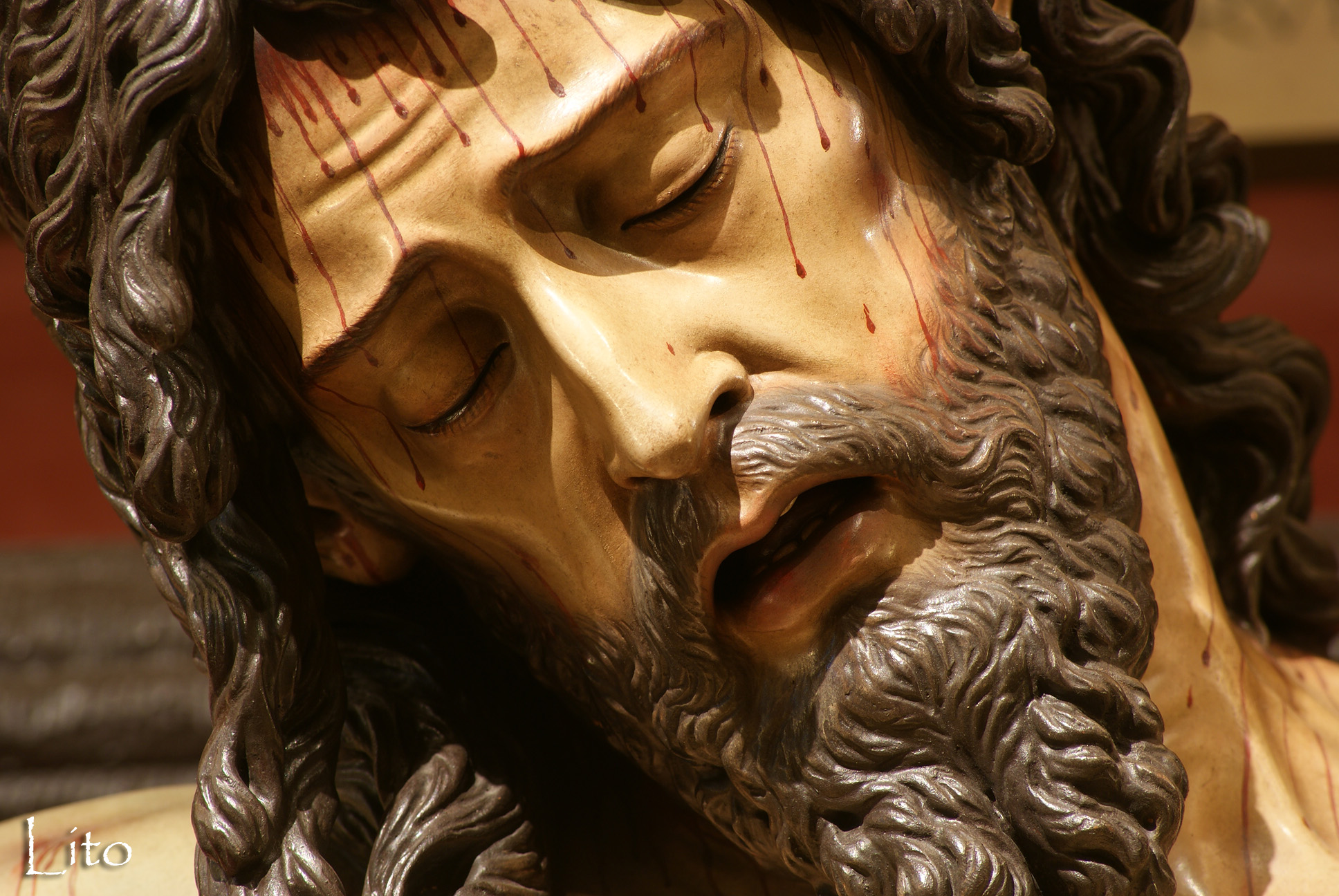
Santísimo Cristo de las Cinco Llagas

## Santísimo Cristo de las Cinco Llagas.
En el paso de calvario se presenta a Jesús a punto de ser descendido con la ayuda de una escalera en la que se encuentra Nicodemo. Al pie de la cruz están José de Arimatea, el apóstol Juan, la Virgen de la Concepción, María Magdalena, María Cleofás y María Salomé. Las tres últimas sostienen un sudario.
En 1979 la hermandad pidió a Luis Álvarez Duarte y a Luis Ortega Bru bocetos para un crucificado. Ambos elaboraron bocetos de barro pero ninguno fue escogido. Posteriormente, la cofradía contactó con Manuel Hernández León, que realizó el Cristo de las Cinco Llagas en 1982. Esta imagen procesionó hasta 2001. No obstante, la obra de Hernández León no terminaba de gustar a toda la corporación y esta se puso en contacto con Álvarez Duarte para realizar uno nuevo que lo sustituyera. El nuevo Cristo fue realizado en 2002 por Álvarez Duarte con un resultado satisfactorio para la cofradía.
En cuanto a la autoría del resto de imágenes, San Juan es una talla realizada en el primer cuarto del siglo XVII atribuida a Blas Molner. María Salomé es atribuida a Juan de Mesa y María Magdalena es una talla del S. XIX atribuida a Juan Bautista Petroni. María de Cleofás es obra de Ángel Rodriguez Magaña (1924) a partir de un busto anterior y la Virgen de la Concepción fue realizada en el año 1956 por Antonio Bidón. En cuanto a los Santos Varones, José de Arimatea es una obra del S.XVII atribuida a Pedro Roldán y Nicodemo obra anónima del Siglo XVIII. Ambas imágenes han sido restauradas por Fernando Aguado (2016 y 2024 respectivamente). 
Todas la figuras visten con ropajes que contienen bordados antiguos, si bien el manto de la Virgen fue realizado por Fernández y Enríquez en 1985 y la saya por un grupo de hermanas en 1999.
En febrero de 2016 se rotuló una calle a su nombre en la ciudad.

## Virgen de la Esperanza

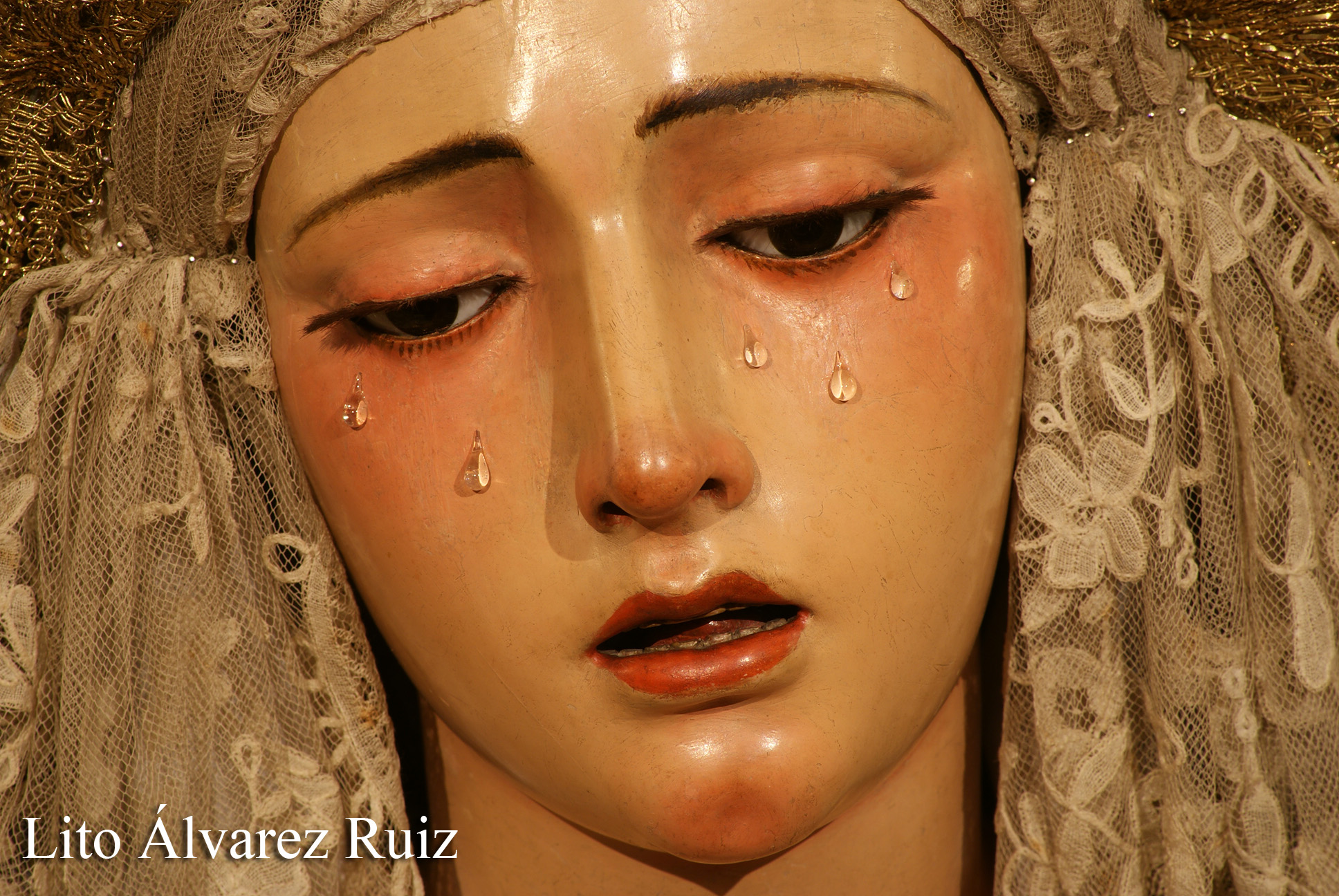
Rostro de la Virgen de la Esperanza

La imagen de la Virgen de la Esperanza data de 1820 y fue realizada por Juan de Astorga. Se le considera una de las obras maestras de la escultura romántica española. Fue coronada canónicamente el 10 de junio de 2006 por el arzobispo Carlos Amigo Vallejo. En 2007 fue nombrada patrona del Cuerpo de Policía Local.
Procesionó por primera vez en 1924 en paso de palio. Actualmente, su palio cuenta con bordados en el techo y bambalinas en terciopelo verde de 1945, manto de salida diseñado por Antonio Garduño Navas (1975), toca sobremanto del mismo diseñador (1977), saya (1976), todo ello realizado por Taller de Sobrinos de Caro, si bien el pasado del palio a color verde fue realizado por Talleres Fernández y Enríquez. Faldones (1990), de Artesanía Santa Bárbara. Orfebrería, respiraderos de 1952 obra de Manuel Seco Velasco, en plata de ley, esta obra ha sido llevada a distintos certámenes nacionales y extranjeros, como muestra genial de la orfebrería sevillana; el mismo orfebre también realizó, igualmente en plata de ley y en 1960, los varales inspirados en los blandones del altar principal de la Basílica de San Pedro de Roma; por último la peana (1979), candelería (1980), candelabros de cola (1981) y juego de jarras (1984), todo ello fue realizado por Orfebrería Triana y, por último llamadores (1996) obras de Hermanos Delgado. En el mismo se encuentran reliquias de San Juan Bosco, titular de esta hermandad y de la casa de la Santísima Virgen en Loreto.
En 1995, por el 175 aniversario de su realización, la Corporación Municipal de Sevilla rotuló con su nombre la avenida Esperanza de la Trinidad, que une las calles de José de Laguillo y Samaniego.

## Música
En su procesión del sábado santo esta cofradía se hace acompañar de cuatro bandas: precediendo a la Cruz de Guía, Banda de Cornetas y Tambores “Sagrada Columna y Azotes” (Las Cigarreras Juvenil); tras el Decreto, Banda de Cornetas y Tambores “Nuestra Señora de la Victoria” (Las Cigarreras); la Banda de Cornetas y Tambores “Santísimo Cristo de las Tres Caídas” detrás del Cristo de las Cinco Llagas; y detrás de la Virgen de la Esperanza la Asociación Musical “Nuestra Señora de la Oliva”, de Salteras.

## Túnicas
Durante la estación de penitencia los cofrades visten un hábito inspirado en el de la Orden Trinitaria: de color blanco con escapulario que lleva la cruz trinitaria patada, y capa y antifaz negros.

## Paso por Carrera Oficial
| Predecesor: Los Servitas | Orden de entrada en Carrera Oficial (Sábado Santo) 3.er lugar | Sucesor: El Santo Entierro |